# 勿幕门
34°15′12″N 108°55′53″E / 34.25341°N 108.93144°E

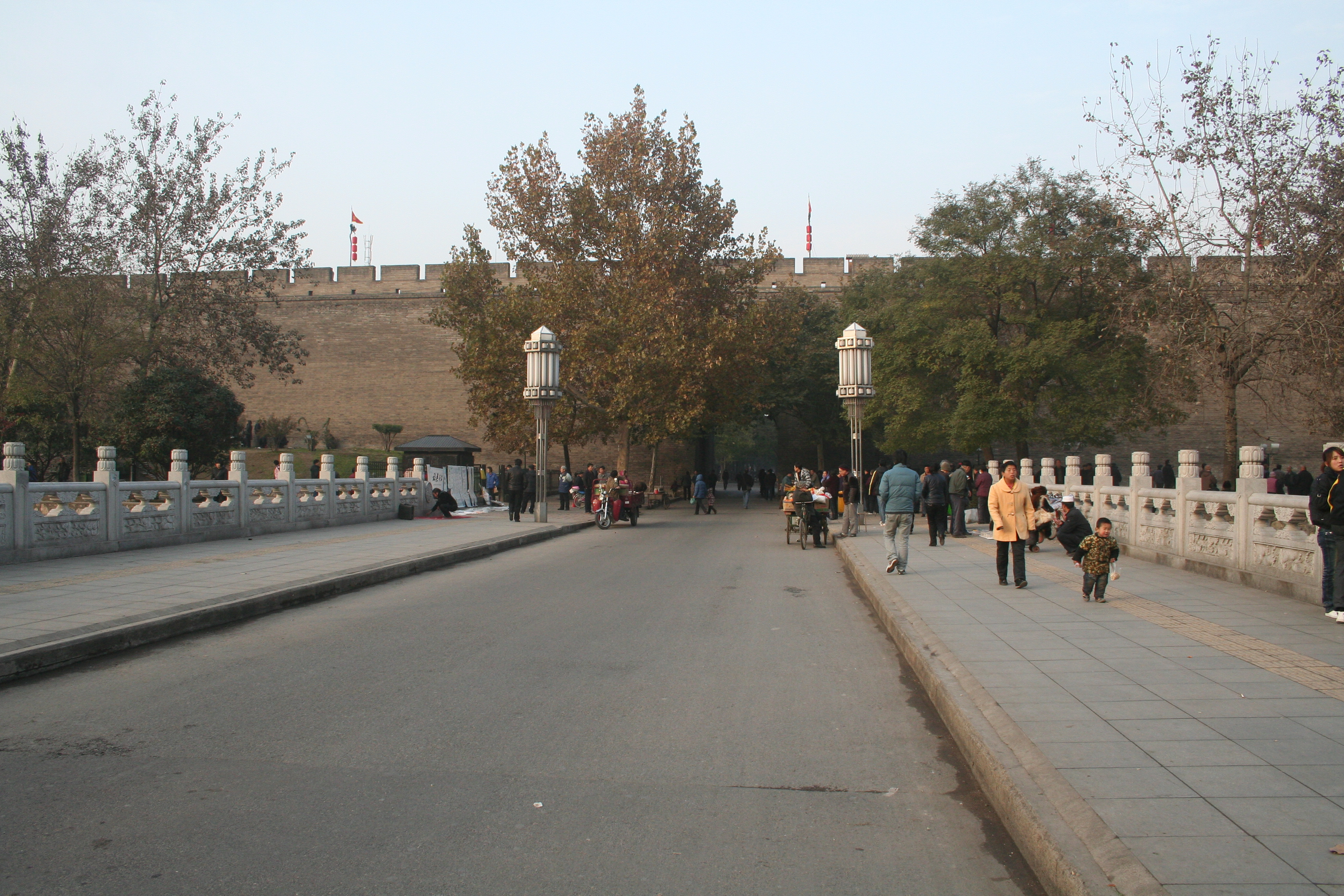
勿幕门

勿幕门，原名“井上将门”，是西安城墙南侧的一座城门，位于永宁门以北，四府街南端。1939年开辟，以纪念国民革命先驱井勿幕而得名。

## 历史

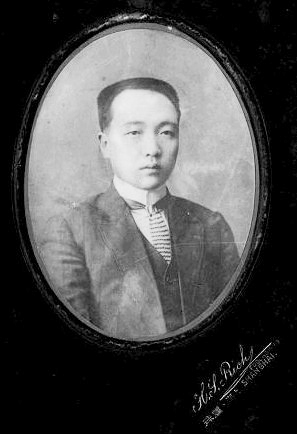
井勿幕

卢沟桥事变爆发后，民国26年11月（1937）起，日军飞机频繁飞临陕西，轰炸省城西安。
民国28年（1939年），于南四府街（今四府街）南端开辟防空便门，砌单券洞，以方便市民躲避空袭。初曾拟名“东南门”或“震海门”，未果。此后民众长期以“小南门”称之。
民国34年11月（1945年），国民政府追赠国民革命先驱井勿幕陆军上将衔。同年12月23日，井勿幕遇害27周年之际，于右任主持将井勿幕灵柩由蒲城迎至西安，并举行公祭。民国35年2月（1946年），为永久纪念井勿幕，将其故居卢进士巷（今芦荡巷）附近的南北四府街暨琉璃庙街改名“井上将路”，小南门正式命名“井上将门”。民国36年（1947年），改称“勿幕门”，原井上将街亦改名“勿幕街”（今四府街）。

## 地理位置
勿幕门门内为四府街，门外为红樱路。